# Mamanivideos
Los Mamanivideos (también llamado Keikovideos y Kenjivideos) son un grupo de vídeos elaborados por el congresista Moisés Mamani de la agrupación Fuerza Popular, liderada por Keiko Fujimori, donde se observa a los congresistas Kenji Fujimori, Bienvenido Ramírez, Guillermo Bocángel, el asesor Alexei Toledo, y por separado el abogado Alberto Borea y el policía Fredy Guido Aragón Valdéz en lugares no identificados. En los vídeos principales se observa cómo el grupo de Kenji Fujimori —que es el líder de un bloque disidente fujimorista de Fuerza Popular— daba la oportunidad al congresista Moises Mamani del departamento de Puno de que sus proyectos tengan acceso privilegiado con el Gobierno ejecutivo a cambio de votar «en contra» en el segundo pedido de vacancia presidencial contra Pedro Pablo Kuczynski. El término «keikovideos» se usa en analogía a los Vladivideos, serie de vídeos donde Vladimiro Montesinos, el asesor presidencial del expresidente Alberto Fujimori, filmaba a los funcionarios que corrompía.
En una de las conversaciones Bienvenido Ramírez deja en claro los beneficios de votar en contra.

"[...] Puse al director del Proyecto Puyango Tumbes (Edgar Alvarado Córdova), puse al director del PSI, puse al director de Agroideas y estoy poniendo al prefecto de Tumbes. Estoy poniendo a Produce, estoy poniendo Senasa. Puse al director de EsSalud."
Bienvenido Ramírez, 2018, «Keikovideo»

Los otros vídeos tienen una temática semejante, ofrecer el cumplimiento de las obras de Mamani en su departamento a cambio de ganar su voto a favor de negar la vacancia al presidente. La aparición de los keikovideos es parte de la crisis política del Perú.

## Antecedentes recientes
El segundo proceso de vacancia contra Kuczynski es un tema muy complicado en el Perú, los «pro vacancia» y «anti vacancia» por todo los medios se robaban votantes, según el vídeo principal el bloque disidente de Kenji Fujimori busca incluir a diferentes congresistas para votar en contra de la vacancia.

## Descubrimiento
A inicios de 2018 hubo denuncias de ambos lados de intentar comprar votos individualmente al otro, el 20 de marzo a las 5:00 p. m. del mismo año el congresista de Fuerza Popular Moises Mamani mostró una colección de vídeos en los cuales se mostraba a los individuos ya mencionados intentando convencerlo. Horas después la congresista del mismo partido María Melgarejo del departamento de Áncash también denunció que la intentaron convencer del mismo modo por parte de un congresista miembro del bloque disidente.
El principal actor mediático Kenji Fujimori justificó el accionar de sus colegas «Lo que se ha visto (en los keikovideos) es una gestión que hace cualquier autoridad».

## Lista de mamanivideos
Aunque Mamani asegura que durante el primer proceso de vacancia presidencial también le ofrecieron lo mismo, solamente presentó —por medio de Fuerza Popular— seis vídeos sobre el segundo proceso, siendo los más importantes tres:
- Kenji-Ramírez-Bocángel-Toledo y Mamani

- Kenji-Bocángel-Toledo y Mamani

"Moisés Mamani: Pero hay obra, ¿no?

Guillermo Bocángel: Ahí está, él es el coordinador (Alexei Toledo).
Alexei Toledo (asesor de prensa de Kenji Fujimori): Tú me tienes que traer los códigos, son tales, tales, tales. El lunes lo vemos para ir contigo.
Moisés Mamani: No hay paseo, nada…
Guillermo Bocángel: Qué, ¿vas a desconfiar de Kenji?
Alexei Toledo: Moisés, tú ya me conoces. No te estoy h..., jamás te haría eso.
Guillermo Bocángel: Yo no te voy a engañar, tampoco. Y él es el coordinador de todo (Alexei Toledo). Nosotros tampoco podemos estar metidos, ¿sí o no? Y si tú quieres aparte de que te reúnas con tal y tal, estas con el presidente de la República sentado comiendo en la casa de él, nadie te va a ver. Él te va a decir tú quieres ir con algún ministro, vamos. El día que yo llamo, así… Plim. Mercedes Araoz, quiero hablar contigo, han venido cuatro alcaldes y ya tienes la entrada de hablar con ella.
(…Ininteligible)
Guillermo Bocángel: Te recibe Fujimori, te dice apóyame, quiero que me apoyes mi libertad. Luego te recibe el presidente de la República, ¿qué más? Almuerza con el presidente de la República y te va a decir tal, tal, tal. ¿Qué más confianza o vas a desconfiar?
Kenji Fujimori: Además es un almuerzo de la con….
Guillermo Bocángel: Así es, primero te sirve piqueíto. Después ya viene el almuerzo. O quieres quedarte. Mejor quédate, te vas en la tarde. Te reúnes con Kuczynski. Mañana todo el mundo, no hay nadie.
Moisés Mamani: Justamente con ellos quería aprovechar.
Alexei Toledo: A partir de junio hay una mesa directiva nueva. 
Guillermo Bocángel: De quién va a ser la mesa, va a ser nuestra. Entonces tú tienes 5 chambitas, de 3 chambitas, de 6. Tú vas a manejar la mesa. Vas a manejar contratos. Le vamos a quitar la administración, la administración del Congreso. La presidencia ya no va a ser de Fuerza Popular, eso sí date por seguro. Y qué pasa, manejas contratos, por allí, pues, vigilantes, no sé, administrativos. Vamos a tener la mesa. 
Luego se aprecia en otro video:
Kenji Fujimori: Qué es lo que tú quieres, ¿obras para tu región, desarrollo, progreso?
Guillermo Bocángel: Y justo hemos aprobado eso. Hoy día, ahorita la ampliación. Eso es lo último que hemos aprobado, las ampliaciones para que ellos puedan poner las obras. El último proyecto es esto, solo que les han bajado las fechas, nada más. Y tú para qué estás en el Congreso, no sabes ni lo que aprueban.
(…Ininteligible…)
Kenji Fujimori: A los que han votado a favor de la vacancia, a todos ellos les han cerrado las puertas. Los han golpeado. 
(…Ininteligible…)
Alexei Toledo: No lo van a poder vacar. Y al presidente una vez que no lo vaquen se va a quedar hasta el 2021. Los que van a trabajar con él vamos a hacer nosotros, porque él no tiene congresista en Puno. 
Posteriormente sigue la conversación. 
Guillermo Bocángel: Benicio va a ir conmigo a ver a Bruno el lunes o martes. Quiere que le den presupuesto para abril, mayo, junio para su proyecto del túnel de la Verónica, siquiera 5, 6 millones para el estudio. 
Kenji Fujimori: Por eso en la vida hay que tomar decisiones difíciles.
Se corta el video. 
Moisés Mamani: También tengo miedo por mi… que me persiga la fiscalía.
Kenji Fujimori: Por qué te va a perseguir la fiscalía.. Si vas a tener de tu lado al gobierno.

Alexei Toledo: Debería estar persiguiendo a Fuerza Popular.". «Kenjivideo» de la conversación entre Kenji Fujimori, Guillermo Bocángel y Alexei Toledo con Moises Mamani.

- Ramírez y Mamani

"(...) Lo que yo he conseguido para Tumbes lo conseguí en menos de una semana. En menos de una semana me dieron las obras. Me dieron las direcciones regionales de Tumbes. Puse al director del proyecto Puyango, puse al director de PCI, al director de Agroideas, estoy pidiendo ahorita el prefecto de Tumbes, estoy poniendo Produce, Senasa (...) Mira, a nosotros nos llevaron al MEF y nos han puesto una persona exclusiva para que maneje nuestras obras. Y esa persona del MEF coordina con Alexei [Toledo, asesor de Kenji Fujimori]. Y él te dice 'acá están tu proyecto viable. Listo, entran ahora'. ¿Entiendes? diez obras nos han dado". «Kenjivideo» de la conversación entre Bienvenido Ramírez y Moises Mamani.

- Borea y Mamani

"Escucha Moisés podemos hablar para que te contacten", "si están apurados puedo ir a traer ahorita y se reúnen con él, para que vamos a dar vueltas. 
(...) No te preocupes, yo hablo con Giuffra". «Kenjivideo» de la conversación entre Alberto Borea Odría y Moises Mamani.

- Aragón y Mamani

"Pero si sale ya vas a tener la puerta abierta pues hermano, pun, pun, pun y lo gestionas. Mira, mira, yo te voy a contar la verdad así entre nosotros, ¿ya? ¿Sabes cuál es el negocio de los congresistas? A ver, qué alcalde tienes, ya OK, digamos el alcalde provincial, ya, muy bien, cuánto es tu proyecto más caro, ya, de 100 millones; 5% nomás que te dé, ya cierras tú con el alcalde, gestionas con el Ejecutivo, sacas eso y se realiza la operación. Eso hacen los apristas, por ejemplo, ¿me entiendes? Eso hacen los humalistas. ¡Pucha! La plata te llega así, fresquita, sin mover un dedo…

(...) En proyectos es increíble cuánta plata se gana. Pu** hermano, sin mover un dedo. El tema es que tú te hagas amigo del Ejecutivo. Entonces, ya Ok., vamos a empezar esto, ya ok, tú capturas. Yo ahí te lo puedo sacar, todos los proyectos más grandes. Tú hablas con la autoridad: ‘Yo voy a ser tu gestor de esto, entonces cerramos, cerramos. Por qué, porque el alcalde también gana de esto, todos ganan cuando se saca una obra. Imagínate de una obra de 100 millones que te caiga 5% nomás, pu** hermano, tienes cinco palitos sin mover un dedo..."«Kenjivideo» de la conversación entre Fredy Guido Aragón Valdéz y Moises Mamani.

- No redactado
- No redactado

## Caso Giuffra
Moises Mamani un día después de presentar los keikovideos mostró al público en general dos audios en donde se escucha al entonces jefe del Ministerio de Transportes y Comunicaciones Bruno Giuffra, a pesar de que en estas grabaciones no aparece y no se menciona a Kenji Fujimori, además las grabaciones ni siquiera tiene vídeos, por antonomasia mediática fue incorporado al escándalo de los primeros vídeos de Mamani.

### Primer audio de Giuffra y Mamani
"Moíses Mamani (M.M.): Aló...

Bruno Giuffra (B.G.) : Dime, dime..
M.M. : Escúchame, me está llamando (Daniel) Salaverry, se han enterado de lo que he hablado por la prensa, ¿no creo no?
B.G.:  De mí no pueden haber enterado nadie, nada
M.M. : lo que sale en la.. 
B.G.: en Perú21?
M.M.: Sí, sí
B.G.: No sé, no tengo idea yo, tú dile no más, no le contestes, no le contestes, para qué le vas a contestar..
M.M.: Ya, ya mejor
B.G.: Escúchame, esto, Moíses, va a pasar tarde o temprano te pedirán explicaciones por qué dijiste esto, dile que yo tengo mi conciencia, pues compadre, y en mi pueblo quieren otra cosa. 
M.M. : Está que timbra este pata..
B.G. : Tú dile .. mi pueblo no quiere vacancia, pues, yo represento a mi pueblo, qué cosa quieres que te diga, ni abras la boca... 
M.M: Nada, nada
B.G. : Se cae todo cojudo ahí
M.M.: como le dije a Perú21 que no estaba decidido mi voto..seguro están diciendo ¿como es posible? me imagino eso 
Bruno Giuffra.: Recién ahora te miran ¡ah!
M.M.: Que pendejos son carajo..
B.G.: Tu sigue no más compadre ya sabes como es la nuez y qué cosas vas a sacar...
M.M: .Asegúrame eso hermano, ya Bruno...no quiero quedar mal
B.G.: Que más seguro hermano ¿con quien acabas de estar? Tu asegura lo otro más bien..

M.M. Sí, si yo mañana hablo.."«Audio 1» de la conversación entre Fredy Guido Bruno Giuffra y Moises Mamani.

### Segundo audio de Giuffra y Mamani
"Moíses Mamani (M.M.): Aló, aló, ¿cómo se llama usted?

Bruno Giuffra (B.G.): Hola compadre, oye, ya, a las 7…
M.M. Aló...
B.G. Aló, ¿me escuchas? 
M.M. ¿Con quién hablo?
B.G. Con Bruno Giuffra, el ministro
M.M. Ah este es tu número c… tu madre… 
B.G. Sí, apúntalo. Escúchame, a las 7 pero vamos juntos, o sea que tienes que venirte acá seis y media.
M.M. Pucha, ya, bacán. Ya son cinco seis media, ala, y ahora …ta que como hago, me estoy cargando…
B.G. Son las 6 y 10, en veinte minutos tienes que estar acá…
M.M. Pero hay esta reunión es que he citado a un alcalde en mi despacho pues, le dije que se baje hasta Risso
B.G. Oye compadre no te pases pues, no…
M.M. No te preocupes tú, trato, trato ya , trato de venir al toque ya
B.G. Acá seis y media aquí, en el mismo sitio, de acá nos vamos juntos 
M.M. Ya, ya, ya seis y media… 
B.G. Pero no falles compadre, ah
M.M. No, no, no, no , no, no, no…
B.G. Ya, ok.
M.M. Ok

B.G. Hablamos… "«Audio 2» de la conversación entre Fredy Guido Bruno Giuffra y Moises Mamani.

## Montaje del operativo de grabación
En una nota del Diario La República se señala que según especialistas consultados por dicho medio, las grabaciones que hizo el congresista fujimorista Moisés Mamani a sus colegas Kenji Fujimori, Bienvenido Ramírez y Guillermo Bocángel; al ministro de Transportes y Comunicaciones, Bruno Giuffra; y al abogado Alberto Borea; el artilugio que probablemente usó Mamani con más frecuencia fue un lapicero con cámara incorporada. Un diminuto aparato que registra la voz e imagen nítidamente de personas a un metro de distancia. Según La República, una fuente vinculada con los congresistas Bocángel, Ramírez y el asesor de los kenjistas, Alexei Toledo habría señalado que “A Mamani le sobra la plata, pero es escaso de maquiavelismo. Nosotros que lo conocemos, creemos que ha sido plantado al grupo que lidera Kenji Fujimori. ¿Quiénes comenzaron a hablar de la ‘compra de votos’ contra la vacancia presidencial? ¿No fueron los de Fuerza Popular? Nos metieron un ‘topo’, así de simple”.
El 22 de marzo de 2018, el congresista Bienvenido Ramírez (uno de los que aparece en los videos) denunció a su homólogo Moisés Mamani por las grabaciones realizadas, así como al Jefe de Seguridad del Congreso Walter Jibaja Alcalde por presuntamente haber colocado los equipos de grabación en la oficina donde se le ve con Moisés Mamani.
La congresista Maritza García, integrante del grupo de disidentes liderados por Kenji Fujimori al ser interrogada sobre las grabaciones realizadas por su colega Moisés Mamani declaró a la prensa que “esto ha sido una emboscada preparada por los principales cabecillas de Fuerza Popular utilizando al señor Mamani. Fuerza Popular ya venía diciendo desde diciembre que se estaban comprando votos. Como no tenían ningún medio de prueba, como toda organización criminal planificaron una emboscada y fueron a la cabeza, que es Kenji Fujimori. Quisieron cortarle las alas a Kenji y matar su partido político, el deseo de ellos es dinamitarlo con la finalidad que no pueda postular el 2021”.
En un informe de la cadena BBC titulado «Renuncia PPK: cómo la disputa entre los hermanos Keiko y Kenji Fujimori le dio la estocada final al mandato del Presidente de Perú» se cita al politólogo Carlos Meléndez, quien señala que la dimisión [del presidente Kuczynski] se produce a través de un "escándalo político y mediático" provocado por los videos que hizo públicos el partido de Keiko, los llamados "keikovideos". Asimismo, citando al sociólogo Víctor Perales se señala como origen del conflicto entre los hermanos Fujimori al hecho de que "Kenji apostó por liberar a su padre, mientras Keiko esperaba lograr un reposicionamiento político con la salida de Kuczynski".

## Proceso judicial
El lunes 9 de julio de 2019, la Subcomisión de Acusaciones Constitucionales admitió la denuncia contra el exministro de Transportes y Comunicaciones presentada por el exfiscal de la Nación, Pedro Chávarry Vallejos, por el presunto ofrecimiento de prebendas a legisladores a cambio de impedir la vacancia del entonces presidente Pedro Pablo Kuczynski.
En noviembre de 2019, el fiscal de la nación, presentó una denuncia constitucional en contra del expresidente Pedro Pablo Kuczynski (PPK), los legisladores oficialistas Mercedes Araoz y Carlos Bruce y otros por el presunto caso de compra de votos para evitar la vacancia de PPK a finales del año pasado. También han sido incluidos el exministro de Agricultura, José Arista; el suspendido legislador Bienvenido Ramírez y la parlamentaria Marita Herrera, estos últimos congresistas no agrupados y conformaban parte del bloque del también suspendido Kenji Fujimori.
En enero de 2020, la fiscal suprema Bersabeth Revilla solicitó 12 años de prisión para Kenji Fujimori, hermano de la excandidata presidencial Keiko Fujimori, en el marco del proceso que afronta por supuestamente haber buscado evitar la vacancia del expresidente Pedro Pablo Kuczynski en el 2017.
Por este caso, el menor de los Fujimori es acusado de cohecho activo genérico propio y tráfico de influencias agravado. La denuncia fiscal incluye a los también exlegisladores Guillermo Boncangel y Bienvenido Ramírez, a quienes se imputa una presunta compra de votos en el Congreso para evitar la destitución de PPK, y para quienes se solicitó 12 y 11 años de prisión, respectivamente. 
Otro de los imputados es Alexei Toledo, exasesor de Kenji Fujimori. La fiscal pidió para los cuatro comparecencia restringida, según al documento acusatorio, en el que el Ministerio Público reitera su tesis, en el sentido de que el hermano de Keiko Fujimori habría llegado a un acuerdo bajo la mesa con Kuczynski para que este indulte al expresidente Alberto Fujimori a cambio de que se frustre el proceso de vacancia presidencial que afrontó. La Fiscalía también solicitó impedimento de salida del país por 18 meses en contra de todos los imputados.
En enero de 2024, Keni Fujimori fue sentenciado por tráfico de influencias en agravio del Estado por cuatro años y seis meses de prisión. Sin embargo, la medida de prisión fue suspendida debido a la promulgación del decreto legislativo apropado por el gobierno de Dina Boluarte.

### Vídeos
- 'Keikovideo' #1.
- 'Keikovideo' #2.
- 'Keikovideo' #3.
- 'Keikovideo' #4.
- 'Keikovideo' #5.
- 'Keikovideo' #6.

### Audios
- Audios de Giuffra

- Datos: Q50820955